# Football aux Jeux olympiques d'été de 2020
Cet article traite de l'épreuve des Jeux olympiques 2020. Pour la compétition des Jeux paralympiques réservée aux déficients visuels et athlètes mal voyants, voir Football à 5 aux Jeux paralympiques d'été de 2020.
Navigation
Rio de Janeiro 2016 Paris 2024
Les épreuves de football aux Jeux olympiques d'été de 2020 se tiennent dans six stades situés dans six villes japonaises. Initialement prévu du 21 juillet au 6 août 2020, les compétitions subissent le report des Jeux en 2021 en raison de la pandémie de Covid-19 et sont reprogrammées du 21 juillet au 7 août 2021.
Le tournoi masculin de football, de 16 équipes, est réservé aux équipes nationales des espoirs  (moins de 23 ans), à savoir des joueurs nés à partir du 1er janvier 1997, mais trois joueurs de plus de 23 ans dans chaque équipe sont autorisés à prendre part à la compétition.
Le tournoi féminin comporte 12 équipes, l'âge n'y est pas limité.

## Stades
Six stades de six villes japonaises accueillent les matchs des deux tournois olympiques.
| Tokyo | Saitama | Yokohama | Kashima                                       |
| Stade de Tokyo | Stade Saitama | Int. Stadium Yokohama | Stade de Kashima                              |
| Capacité : 49 000 | Capacité : 62 000 | Capacité : 70 000 | Capacité : 42 000                             |
| Photographie intérieure du Stade Ajinomoto | Photographie intérieure du Stade Saitama | Photographie intérieure du Stade Nissan | Photographie intérieure du Stade de Kashima   |
| [[Fichier:Japan location map with side map of the Ryukyu Islands.svg\|500px\|{{#if:\|{{{alt}}}\|Football aux Jeux olympiques d'été de 2020 est dans la page Japon2 .]]Yokohama Saitama Sendai Tokyo Kashima Sapporo | [[Fichier:Japan location map with side map of the Ryukyu Islands.svg\|500px\|{{#if:\|{{{alt}}}\|Football aux Jeux olympiques d'été de 2020 est dans la page Japon2 .]]Yokohama Saitama Sendai Tokyo Kashima Sapporo | [[Fichier:Japan location map with side map of the Ryukyu Islands.svg\|500px\|{{#if:\|{{{alt}}}\|Football aux Jeux olympiques d'été de 2020 est dans la page Japon2 .]]Yokohama Saitama Sendai Tokyo Kashima Sapporo | Sendai                                        |
| [[Fichier:Japan location map with side map of the Ryukyu Islands.svg\|500px\|{{#if:\|{{{alt}}}\|Football aux Jeux olympiques d'été de 2020 est dans la page Japon2 .]]Yokohama Saitama Sendai Tokyo Kashima Sapporo | [[Fichier:Japan location map with side map of the Ryukyu Islands.svg\|500px\|{{#if:\|{{{alt}}}\|Football aux Jeux olympiques d'été de 2020 est dans la page Japon2 .]]Yokohama Saitama Sendai Tokyo Kashima Sapporo | [[Fichier:Japan location map with side map of the Ryukyu Islands.svg\|500px\|{{#if:\|{{{alt}}}\|Football aux Jeux olympiques d'été de 2020 est dans la page Japon2 .]]Yokohama Saitama Sendai Tokyo Kashima Sapporo | Stade de Miyagi                               |
| [[Fichier:Japan location map with side map of the Ryukyu Islands.svg\|500px\|{{#if:\|{{{alt}}}\|Football aux Jeux olympiques d'été de 2020 est dans la page Japon2 .]]Yokohama Saitama Sendai Tokyo Kashima Sapporo | [[Fichier:Japan location map with side map of the Ryukyu Islands.svg\|500px\|{{#if:\|{{{alt}}}\|Football aux Jeux olympiques d'été de 2020 est dans la page Japon2 .]]Yokohama Saitama Sendai Tokyo Kashima Sapporo | [[Fichier:Japan location map with side map of the Ryukyu Islands.svg\|500px\|{{#if:\|{{{alt}}}\|Football aux Jeux olympiques d'été de 2020 est dans la page Japon2 .]]Yokohama Saitama Sendai Tokyo Kashima Sapporo | Capacité : 48 000                             |
| [[Fichier:Japan location map with side map of the Ryukyu Islands.svg\|500px\|{{#if:\|{{{alt}}}\|Football aux Jeux olympiques d'été de 2020 est dans la page Japon2 .]]Yokohama Saitama Sendai Tokyo Kashima Sapporo | [[Fichier:Japan location map with side map of the Ryukyu Islands.svg\|500px\|{{#if:\|{{{alt}}}\|Football aux Jeux olympiques d'été de 2020 est dans la page Japon2 .]]Yokohama Saitama Sendai Tokyo Kashima Sapporo | [[Fichier:Japan location map with side map of the Ryukyu Islands.svg\|500px\|{{#if:\|{{{alt}}}\|Football aux Jeux olympiques d'été de 2020 est dans la page Japon2 .]]Yokohama Saitama Sendai Tokyo Kashima Sapporo | Photographie intérieure du Stade de Miyagi    |
| [[Fichier:Japan location map with side map of the Ryukyu Islands.svg\|500px\|{{#if:\|{{{alt}}}\|Football aux Jeux olympiques d'été de 2020 est dans la page Japon2 .]]Yokohama Saitama Sendai Tokyo Kashima Sapporo | [[Fichier:Japan location map with side map of the Ryukyu Islands.svg\|500px\|{{#if:\|{{{alt}}}\|Football aux Jeux olympiques d'été de 2020 est dans la page Japon2 .]]Yokohama Saitama Sendai Tokyo Kashima Sapporo | [[Fichier:Japan location map with side map of the Ryukyu Islands.svg\|500px\|{{#if:\|{{{alt}}}\|Football aux Jeux olympiques d'été de 2020 est dans la page Japon2 .]]Yokohama Saitama Sendai Tokyo Kashima Sapporo | Sapporo                                       |
| [[Fichier:Japan location map with side map of the Ryukyu Islands.svg\|500px\|{{#if:\|{{{alt}}}\|Football aux Jeux olympiques d'été de 2020 est dans la page Japon2 .]]Yokohama Saitama Sendai Tokyo Kashima Sapporo | [[Fichier:Japan location map with side map of the Ryukyu Islands.svg\|500px\|{{#if:\|{{{alt}}}\|Football aux Jeux olympiques d'été de 2020 est dans la page Japon2 .]]Yokohama Saitama Sendai Tokyo Kashima Sapporo | [[Fichier:Japan location map with side map of the Ryukyu Islands.svg\|500px\|{{#if:\|{{{alt}}}\|Football aux Jeux olympiques d'été de 2020 est dans la page Japon2 .]]Yokohama Saitama Sendai Tokyo Kashima Sapporo | Sapporo Dome                                  |
| [[Fichier:Japan location map with side map of the Ryukyu Islands.svg\|500px\|{{#if:\|{{{alt}}}\|Football aux Jeux olympiques d'été de 2020 est dans la page Japon2 .]]Yokohama Saitama Sendai Tokyo Kashima Sapporo | [[Fichier:Japan location map with side map of the Ryukyu Islands.svg\|500px\|{{#if:\|{{{alt}}}\|Football aux Jeux olympiques d'été de 2020 est dans la page Japon2 .]]Yokohama Saitama Sendai Tokyo Kashima Sapporo | [[Fichier:Japan location map with side map of the Ryukyu Islands.svg\|500px\|{{#if:\|{{{alt}}}\|Football aux Jeux olympiques d'été de 2020 est dans la page Japon2 .]]Yokohama Saitama Sendai Tokyo Kashima Sapporo | Capacité : 42 000                             |
| [[Fichier:Japan location map with side map of the Ryukyu Islands.svg\|500px\|{{#if:\|{{{alt}}}\|Football aux Jeux olympiques d'été de 2020 est dans la page Japon2 .]]Yokohama Saitama Sendai Tokyo Kashima Sapporo | [[Fichier:Japan location map with side map of the Ryukyu Islands.svg\|500px\|{{#if:\|{{{alt}}}\|Football aux Jeux olympiques d'été de 2020 est dans la page Japon2 .]]Yokohama Saitama Sendai Tokyo Kashima Sapporo | [[Fichier:Japan location map with side map of the Ryukyu Islands.svg\|500px\|{{#if:\|{{{alt}}}\|Football aux Jeux olympiques d'été de 2020 est dans la page Japon2 .]]Yokohama Saitama Sendai Tokyo Kashima Sapporo | Photographie intérieure du Stade Sapporo Dome |

## Compétition

### Tournoi masculin

#### Qualifications
Chaque comité national olympique peut engager une seule équipe dans la compétition.
| Tournoi qualificatif                                 | Date                        | Lieu               | Places | Qualifiés                              |
| ---------------------------------------------------- | --------------------------- | ------------------ | ------ | -------------------------------------- |
| Pays organisateur                                    |                             |                    | 1      | Japon                                  |
| Euro espoirs 2019                                    | 16-30 juin 2019             | Italie Saint-Marin | 4      | Allemagne Espagne France Roumanie      |
| Tournoi pré-olympique de l'OFC 2019                  | 21 septembre-5 octobre 2019 | Fidji              | 1      | Nouvelle-Zélande                       |
| Tournoi pré-olympique CONCACAF                       | 18 - 30 mars 2021           | Mexique            | 2      | Mexique Honduras                       |
| Coupe d'Afrique des nations des moins de 23 ans 2019 | 8-22 novembre 2019          | Égypte             | 3      | Côte d’Ivoire Égypte Afrique du Sud    |
| Championnat d'Asie de football des moins de 23 ans   | 8-26 janvier 2020           | Thaïlande          | 3      | Arabie saoudite Australie Corée du Sud |
| Tournoi pré-olympique CONMEBOL                       | 18 janvier - 9 février 2020 | Colombie           | 2      | Argentine Brésil                       |
| Total                                                |                             |                    | 16     |                                        |

#### Premier tour
| Groupe A                            | Groupe B                                        | Groupe C                           | Groupe D                                       |
| ----------------------------------- | ----------------------------------------------- | ---------------------------------- | ---------------------------------------------- |
| Japon Afrique du Sud Mexique France | Nouvelle-Zélande Corée du Sud Honduras Roumanie | Égypte Espagne Argentine Australie | Brésil Allemagne Côte d'Ivoire Arabie saoudite |

#### Tableau final
|  | Quarts de finale     | Quarts de finale     |                  |                  | Demi-finales           | Demi-finales           |           |  | Finale           | Finale           |
|  | Quarts de finale     | Quarts de finale     |                  |                  | Demi-finales           | Demi-finales           |           |  | Finale           | Finale           |
|  |                      |                      |                  |                  |                        |                        |           |  |                  |                  |
|  | 31 juillet à 18 h 00 | 31 juillet à 18 h 00 |                  |                  | 3 août à 20 h 00       | 3 août à 20 h 00       |           |  | 7 août à 20 h 30 | 7 août à 20 h 30 |
|  | 31 juillet à 18 h 00 | 31 juillet à 18 h 00 |                  |                  | 3 août à 20 h 00       | 3 août à 20 h 00       |           |  | 7 août à 20 h 30 | 7 août à 20 h 30 |
|  | Japon                | 0 tab (4)            |                  |                  | 3 août à 20 h 00       | 3 août à 20 h 00       |           |  | 7 août à 20 h 30 | 7 août à 20 h 30 |
|  | Japon                | 0 tab (4)            |                  |                  | 3 août à 20 h 00       | 3 août à 20 h 00       |           |  | 7 août à 20 h 30 | 7 août à 20 h 30 |
|  | Nouvelle-Zélande     | 0 ap (2)             |                  |                  | 3 août à 20 h 00       | 3 août à 20 h 00       |           |  | 7 août à 20 h 30 | 7 août à 20 h 30 |
|  | Nouvelle-Zélande     | 0 ap (2)             | Japon            | 0                |                        |                        |           |  | 7 août à 20 h 30 | 7 août à 20 h 30 |
|  | 31 juillet à 17 h 00 |                      | Japon            | 0                |                        |                        |           |  | 7 août à 20 h 30 | 7 août à 20 h 30 |
|  |                      | Espagne              | 1 ap             |                  |                        |                        |           |  | 7 août à 20 h 30 | 7 août à 20 h 30 |
|  | Espagne              | Espagne              | 1 ap             | 5 ap             |                        |                        |           |  | 7 août à 20 h 30 | 7 août à 20 h 30 |
|  | Espagne              |                      |                  | 5 ap             |                        |                        |           |  | 7 août à 20 h 30 | 7 août à 20 h 30 |
|  | Côte d'Ivoire        | 2                    |                  |                  |                        |                        |           |  | 7 août à 20 h 30 | 7 août à 20 h 30 |
|  | Côte d'Ivoire        | 2                    | Espagne          | 1                |                        |                        |           |  |                  |                  |
|  | 31 juillet à 20 h 00 |                      | Espagne          | 1                |                        |                        |           |  |                  |                  |
|  |                      | Brésil               | 2 ap             |                  |                        |                        |           |  |                  |                  |
|  | Corée du Sud         | Brésil               | 2 ap             | 3                |                        |                        |           |  |                  |                  |
|  | Corée du Sud         | 3 août à 17 h 00     |                  | 3                |                        |                        |           |  |                  |                  |
|  | Mexique              | 6                    |                  |                  |                        |                        |           |  |                  |                  |
|  | Mexique              | 6                    | Mexique          | 0 ap (1)         |                        |                        |           |  |                  |                  |
|  | 31 juillet à 19 h 00 | 31 juillet à 19 h 00 | Mexique          | 0 ap (1)         | Match pour la 3e place | Match pour la 3e place |           |  |                  |                  |
|  | 31 juillet à 19 h 00 | 31 juillet à 19 h 00 |                  | Brésil           | Match pour la 3e place | Match pour la 3e place | 0 tab (4) |  |                  |                  |
|  | Brésil               | 1                    | 6 août à 20 h 00 | 6 août à 20 h 00 |                        |                        | 0 tab (4) |  |                  |                  |
|  | Brésil               | 1                    | 6 août à 20 h 00 | 6 août à 20 h 00 |                        |                        |           |  |                  |                  |
|  | Égypte               | 0                    |                  | Japon            | 1                      |                        |           |  |                  |                  |
|  | Égypte               | 0                    |                  | Japon            | 1                      |                        |           |  |                  |                  |
|  |                      |                      |                  |                  |                        |                        |           |  | Mexique          | 3                |
|  |                      |                      |                  |                  |                        |                        |           |  | Mexique          | 3                |

### Tournoi féminin

#### Qualifications
Chaque Comité national olympique peut engager une seule équipe dans la compétition.
| Tournoi qualificatif                 | Date                             | Lieu               | Places | Qualifiés                      |
| ------------------------------------ | -------------------------------- | ------------------ | ------ | ------------------------------ |
| Pays organisateur                    |                                  |                    | 1      | Japon                          |
| Copa América 2018                    | 4-22 avril 2018                  | Chili              | 1      | Brésil                         |
| Coupe d'Océanie 2018                 | 18 novembre-1er décembre 2018    | Nouvelle-Calédonie | 1      | Nouvelle-Zélande               |
| Coupe du monde 2019 (zone UEFA)      | 7 juin-7 juillet 2019            | France             | 3      | Grande-Bretagne Pays-Bas Suède |
| Tournoi pré-olympique de la CAF      | 1er avril 2019 - 22 janvier 2020 | Itinérant          | 1      | Zambie                         |
| Tournoi pré-olympique de la CONCACAF | 28 janvier - 9 février 2020      | États-Unis         | 2      | Canada États-Unis              |
| Tournoi pré-olympique de l'AFC       | 6-11 mars 2020 & 8-13 avril 2021 | Itinérant          | 2      | Australie Chine                |
| Barrage CAF-CONMEBOL                 | 10-13 avril 2021                 | Antalya, Turquie   | 1      | Chili                          |
| Total                                |                                  |                    | 12     |                                |

#### Premier tour

##### Groupe E
| Rang | Équipe          | Pts | J | G | N | P | Bp | Bc | Diff |  | Résultats (▼ dom., ► ext.) |     |     |     |     |
| ---- | --------------- | --- | - | - | - | - | -- | -- | ---- |  | -------------------------- | --- | --- | --- | --- |
| 1    | Grande-Bretagne | 7   | 3 | 2 | 1 | 0 | 4  | 1  | +3   |  | Grande-Bretagne            |     |     |     | 2-0 |
| 2    | Canada          | 5   | 3 | 1 | 2 | 0 | 4  | 3  | +1   |  | Canada                     | 1-1 |     |     |     |
| 3    | Japon           | 4   | 3 | 1 | 1 | 1 | 2  | 2  | 0    |  | Japon                      | 0-1 | 1-1 |     |     |
| 4    | Chili           | 0   | 3 | 0 | 0 | 3 | 1  | 5  | -4   |  | Chili                      |     | 1-2 | 0-1 |     |

##### Groupe F
| Rang | Équipe   | Pts | J | G | N | P | Bp | Bc | Diff |  | Résultats (▼ dom., ► ext.) |      |     |     |     |
| ---- | -------- | --- | - | - | - | - | -- | -- | ---- |  | -------------------------- | ---- | --- | --- | --- |
| 1    | Pays-Bas | 7   | 3 | 2 | 1 | 0 | 21 | 8  | +13  |  | Pays-Bas                   |      | 3-3 |     | 8-2 |
| 2    | Brésil   | 7   | 3 | 2 | 1 | 0 | 9  | 3  | +6   |  | Brésil                     |      |     | 1-0 |     |
| 3    | Zambie   | 1   | 3 | 0 | 1 | 2 | 7  | 15 | -8   |  | Zambie                     | 3-10 |     |     |     |
| 4    | Chine    | 1   | 3 | 0 | 1 | 2 | 6  | 17 | -11  |  | Chine                      |      | 0-5 | 4-4 |     |

##### Groupe G
| Rang | Équipe           | Pts | J | G | N | P | Bp | Bc | Diff |  | Résultats (▼ dom., ► ext.) |     |     |     |     |
| ---- | ---------------- | --- | - | - | - | - | -- | -- | ---- |  | -------------------------- | --- | --- | --- | --- |
| 1    | Suède            | 9   | 3 | 3 | 0 | 0 | 9  | 2  | +7   |  | Suède                      |     | 3-0 | 4-2 |     |
| 2    | États-Unis       | 4   | 3 | 1 | 1 | 1 | 6  | 4  | +2   |  | États-Unis                 |     |     | 0-0 |     |
| 3    | Australie        | 4   | 3 | 1 | 1 | 1 | 4  | 5  | -1   |  | Australie                  |     |     |     | 2-1 |
| 4    | Nouvelle-Zélande | 0   | 3 | 0 | 0 | 3 | 2  | 10 | -8   |  | Nouvelle-Zélande           | 0-2 | 1-6 |     |     |

#### Tableau final
|  | Quarts de finale                         | Quarts de finale                       |                                    |                                    | Demi-finales                    | Demi-finales                    |   |  | Finale                                  | Finale                                  |
|  | Quarts de finale                         | Quarts de finale                       |                                    |                                    | Demi-finales                    | Demi-finales                    |   |  | Finale                                  | Finale                                  |
|  |                                          |                                        |                                    |                                    |                                 |                                 |   |  |                                         |                                         |
|  | 30 juillet – Stade de Kashima, Kashima   | 30 juillet – Stade de Kashima, Kashima |                                    |                                    | 2 août – Stade Nissan, Yokohama | 2 août – Stade Nissan, Yokohama |   |  | 6 août – Stade Internationale, Yokohama | 6 août – Stade Internationale, Yokohama |
|  | 30 juillet – Stade de Kashima, Kashima   | 30 juillet – Stade de Kashima, Kashima |                                    |                                    | 2 août – Stade Nissan, Yokohama | 2 août – Stade Nissan, Yokohama |   |  | 6 août – Stade Internationale, Yokohama | 6 août – Stade Internationale, Yokohama |
|  | Grande-Bretagne                          | 3                                      |                                    |                                    | 2 août – Stade Nissan, Yokohama | 2 août – Stade Nissan, Yokohama |   |  | 6 août – Stade Internationale, Yokohama | 6 août – Stade Internationale, Yokohama |
|  | Grande-Bretagne                          | 3                                      |                                    |                                    | 2 août – Stade Nissan, Yokohama | 2 août – Stade Nissan, Yokohama |   |  | 6 août – Stade Internationale, Yokohama | 6 août – Stade Internationale, Yokohama |
|  | Australie                                | 4 ap                                   |                                    |                                    | 2 août – Stade Nissan, Yokohama | 2 août – Stade Nissan, Yokohama |   |  | 6 août – Stade Internationale, Yokohama | 6 août – Stade Internationale, Yokohama |
|  | Australie                                | 4 ap                                   | Australie                          | 0                                  |                                 |                                 |   |  | 6 août – Stade Internationale, Yokohama | 6 août – Stade Internationale, Yokohama |
|  | 30 juillet – Stade Saitama 2002, Saitama |                                        | Australie                          | 0                                  |                                 |                                 |   |  | 6 août – Stade Internationale, Yokohama | 6 août – Stade Internationale, Yokohama |
|  |                                          | Suède                                  | 1                                  |                                    |                                 |                                 |   |  | 6 août – Stade Internationale, Yokohama | 6 août – Stade Internationale, Yokohama |
|  | Suède                                    | Suède                                  | 1                                  | 3                                  |                                 |                                 |   |  | 6 août – Stade Internationale, Yokohama | 6 août – Stade Internationale, Yokohama |
|  | Suède                                    |                                        |                                    | 3                                  |                                 |                                 |   |  | 6 août – Stade Internationale, Yokohama | 6 août – Stade Internationale, Yokohama |
|  | Japon                                    | 1                                      |                                    |                                    |                                 |                                 |   |  | 6 août – Stade Internationale, Yokohama | 6 août – Stade Internationale, Yokohama |
|  | Japon                                    | 1                                      | Suède                              | 1 ap (2)                           |                                 |                                 |   |  |                                         |                                         |
|  | 30 juillet – Stade Nissan, Yokohama      |                                        | Suède                              | 1 ap (2)                           |                                 |                                 |   |  |                                         |                                         |
|  |                                          | Canada                                 | 1 tab (3)                          |                                    |                                 |                                 |   |  |                                         |                                         |
|  | Pays-Bas                                 | Canada                                 | 1 tab (3)                          | 2 ap (2)                           |                                 |                                 |   |  |                                         |                                         |
|  | Pays-Bas                                 | 2 août – Stade de Kashima, Kashima     |                                    | 2 ap (2)                           |                                 |                                 |   |  |                                         |                                         |
|  | États-Unis                               | 2 tab (4)                              |                                    |                                    |                                 |                                 |   |  |                                         |                                         |
|  | États-Unis                               | 2 tab (4)                              | États-Unis                         | 0                                  |                                 |                                 |   |  |                                         |                                         |
|  | 30 juillet – Stade de Miyagi, Rifu       | 30 juillet – Stade de Miyagi, Rifu     | États-Unis                         | 0                                  | Match pour la 3e place          | Match pour la 3e place          |   |  |                                         |                                         |
|  | 30 juillet – Stade de Miyagi, Rifu       | 30 juillet – Stade de Miyagi, Rifu     |                                    | Canada                             | Match pour la 3e place          | Match pour la 3e place          | 1 |  |                                         |                                         |
|  | Canada                                   | 0 tab (4)                              | 5 août – Stade de Kashima, Kashima | 5 août – Stade de Kashima, Kashima |                                 |                                 | 1 |  |                                         |                                         |
|  | Canada                                   | 0 tab (4)                              | 5 août – Stade de Kashima, Kashima | 5 août – Stade de Kashima, Kashima |                                 |                                 |   |  |                                         |                                         |
|  | Brésil                                   | 0 ap (3)                               |                                    | Australie                          | 3                               |                                 |   |  |                                         |                                         |
|  | Brésil                                   | 0 ap (3)                               |                                    | Australie                          | 3                               |                                 |   |  |                                         |                                         |
|  |                                          |                                        |                                    |                                    |                                 |                                 |   |  | États-Unis                              | 4                                       |
|  |                                          |                                        |                                    |                                    |                                 |                                 |   |  | États-Unis                              | 4                                       |

## Résultats

### Podiums
| Épreuves                   | Or | Argent | Bronze |
| -------------------------- | --- | --- | --- |
| Hommes résultats détaillés | Brésil- Santos Brenno Lucão Gabriel Menino Diego Carlos Ricardo Graça Guilherme Arana Dani Alves Bruno Fuchs Nino Abner Vinícius Douglas Luiz Bruno Guimarães Douglas Augusto Matheus Henrique Reinier Claudinho Paulinho Matheus Cunha Richarlison Antony Gabriel Martinelli                                                             | Espagne- Unai Simón Álvaro Fernández Álex Domínguez Óscar Mingueza Marc Cucurella Pau Torres Jesús Vallejo Mikel Merino Eric García Óscar Gil Juan Miranda Martín Zubimendi Dani Ceballos Carlos Soler Jon Moncayola Pedri Marco Asensio Rafa Mir Mikel Oyarzabal Javi Puado Dani Olmo Bryan Gil                                        | Mexique- Luis Malagón Guillermo Ochoa Sebastián Jurado Jorge Sánchez César Montes Jesús Alberto Angulo Johan Vásquez Vladimir Loroña Adrián Mora Érick Aguirre Luis Romo Carlos Rodríguez Diego Lainez Uriel Antuna José Esquivel Sebastián Córdova Ricardo Angulo Fernando Beltrán Henry Martín Alexis Vega Eduardo Aguirre Roberto Alvarado |
| Femmes résultats détaillés | Canada- Stephanie Labbé Kailen Sheridan Erin McLeod Allysha Chapman Kadeisha Buchanan Shelina Zadorsky Jayde Riviere Ashley Lawrence Vanessa Gilles Gabrielle Carle Quinn Julia Grosso Desiree Scott Jessie Fleming Sophie Schmidt Deanne Rose Adriana Leon Christine Sinclair Évelyne Viens Nichelle Prince Janine Beckie Jordyn Huitema | Suède- Hedvig Lindahl Jennifer Falk Zećira Mušović Jonna Andersson Emma Kullberg Hanna Glas Magdalena Eriksson Nathalie Björn Hanna Bennison Lina Hurtig Olivia Schough Filippa Angeldal Caroline Seger Julia Roddar Madelen Janogy Kosovare Asllani Sofia Jakobsson Stina Blackstenius Fridolina Rolfö Anna Anvegård Rebecka Blomqvist | États-Unis- Alyssa Naeher Adrianna Franch Jane Campbell Crystal Dunn Becky Sauerbrunn Kelley O'Hara Tierna Davidson Emily Sonnett Abby Dahlkemper Casey Krueger Sam Mewis Kristie Mewis Julie Ertz Lindsey Horan Rose Lavelle Catarina Macario Tobin Heath Carli Lloyd Christen Press Alex Morgan Megan Rapinoe Lynn Williams                 |

### Tableau des médailles
| Rang  | Nation     | Or | Argent | Bronze | Total |
| ----- | ---------- | -- | ------ | ------ | ----- |
| 1     | Brésil     | 1  | 0      | 0      | 1     |
| 1     | Canada     | 1  | 0      | 0      | 1     |
| 3     | Espagne    | 0  | 1      | 0      | 1     |
| 3     | Suède      | 0  | 1      | 0      | 1     |
| 5     | États-Unis | 0  | 0      | 1      | 1     |
| 5     | Mexique    | 0  | 0      | 1      | 1     |
| Total | Total      | 2  | 2      | 2      | 6     |